# Basílica de la Merced (Santiago de Chile)

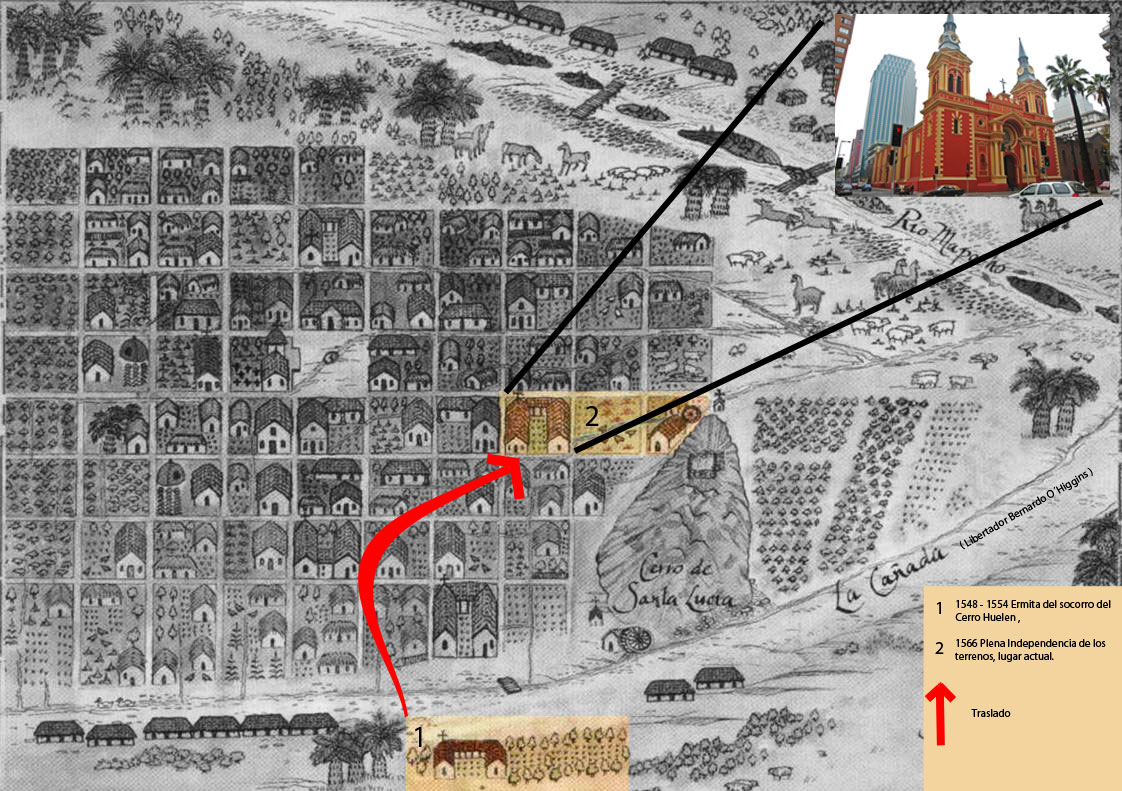
Emplazamiento antiguo.

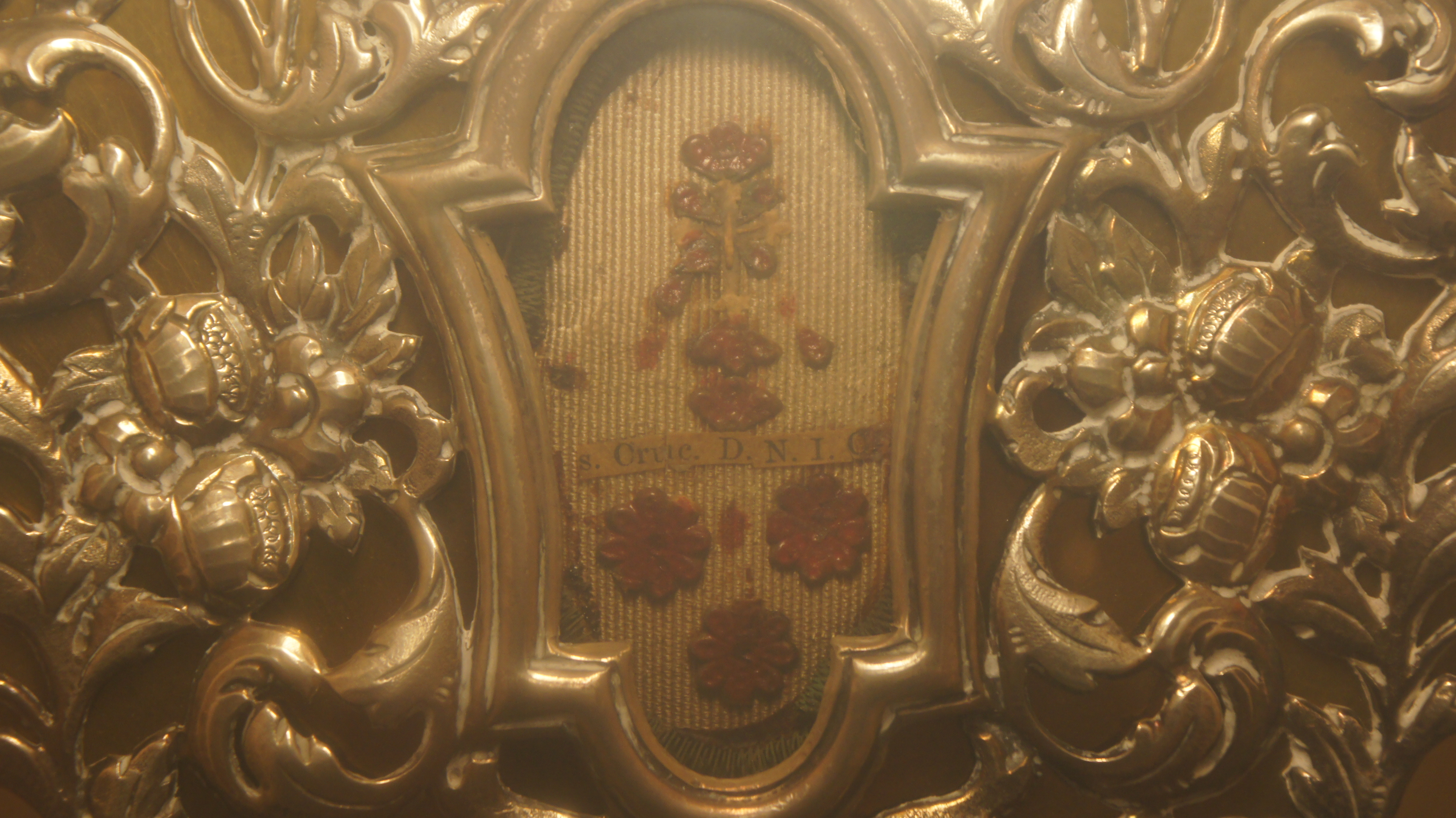
Reliquiario con restos de la Cruz de Cristo.

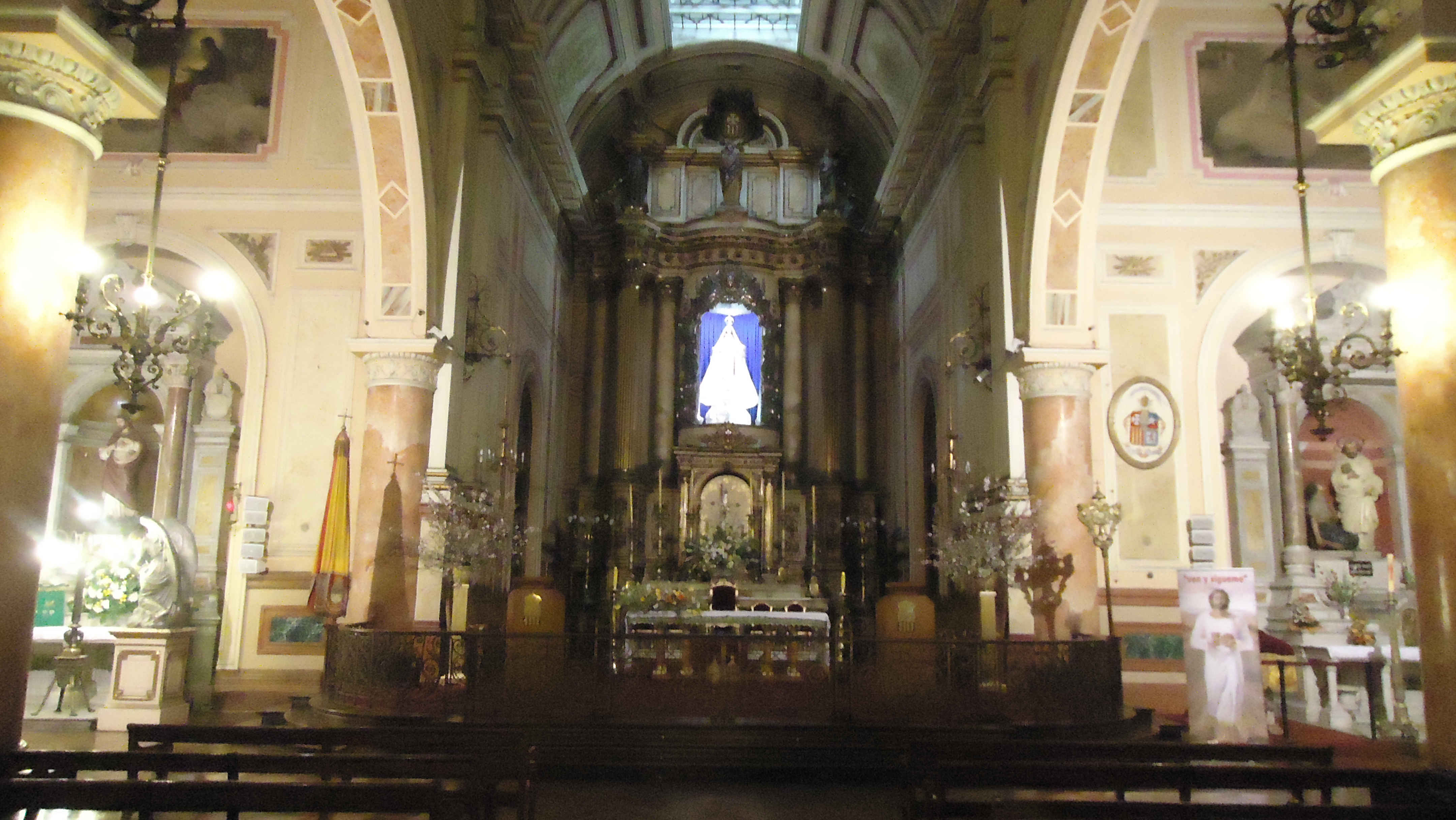
Altar.

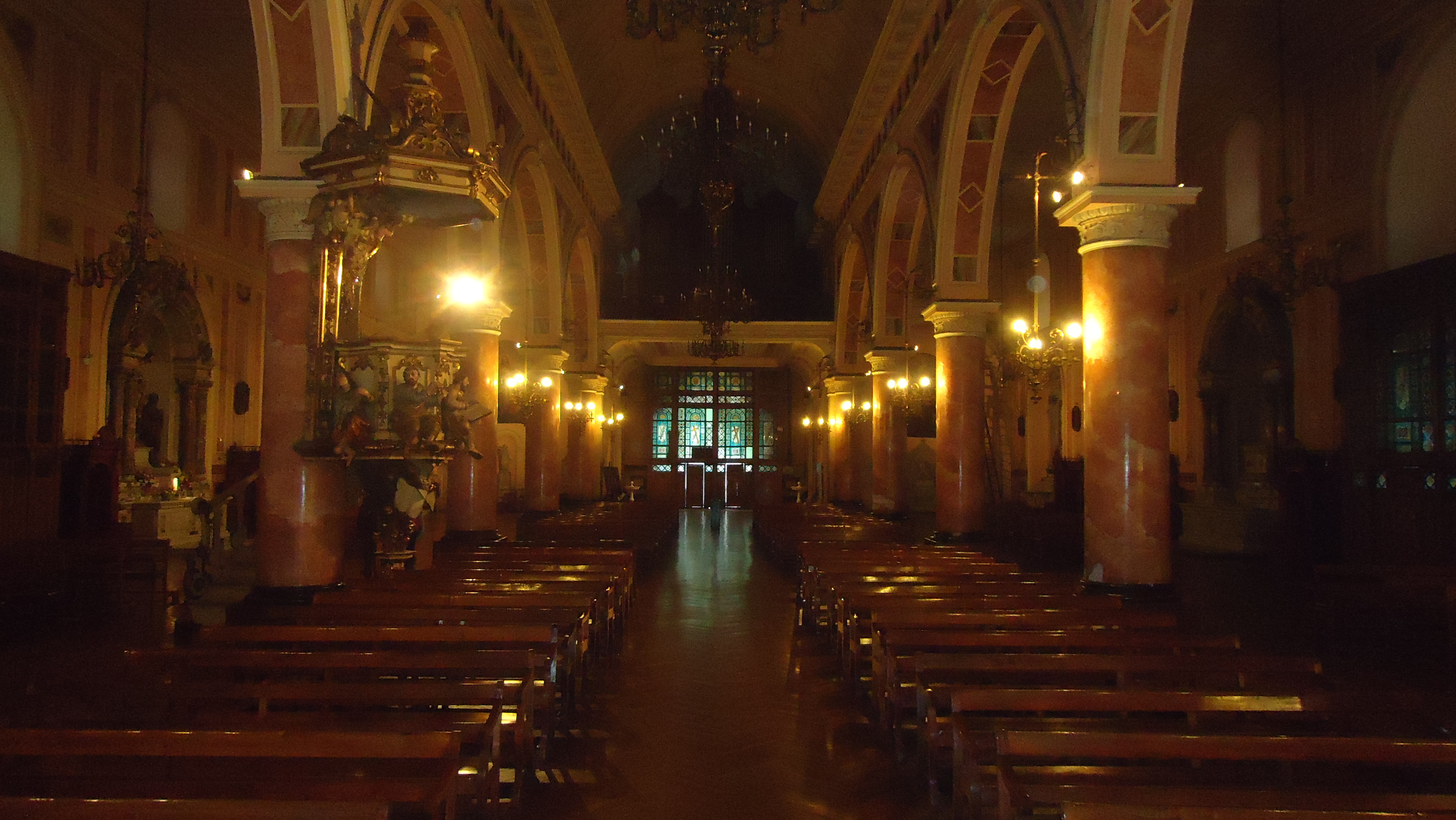
Interior.

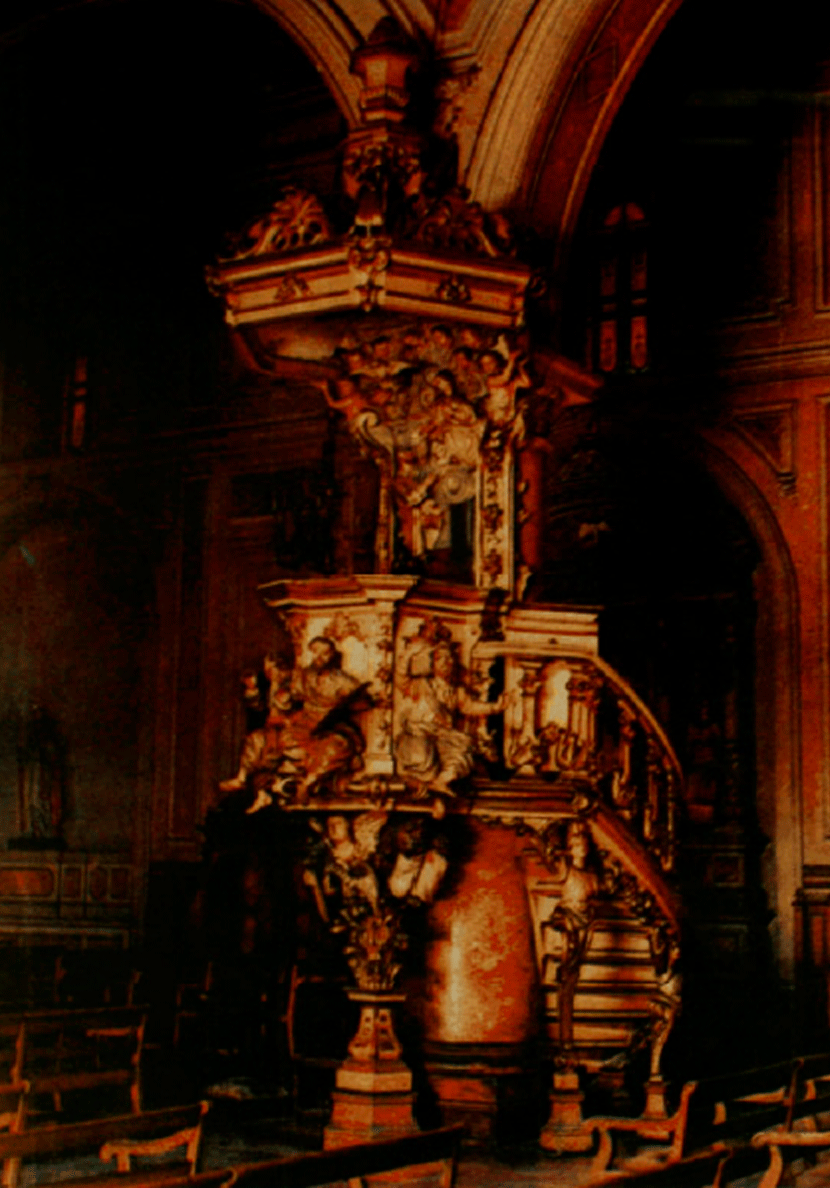
Púlpito.

La Basílica de la Merced es una iglesia católica que está ubicada en la esquina de las calles Mac-Iver y Merced, en Santiago de Chile. Desde mediados del siglo XVI se erige una de las iglesias patrimoniales de esta zona de la capital chilena.
Es icono del centro de Santiago, puesto que se encuentra a dos cuadras de la Plaza de Armas, lugar de devoción y peregrinaje.

## Historia
Los hermanos (frailes) de la Orden de la Merced, o mercedarios, llegaron a Santiago de Chile junto a Pedro de Valdivia en 1541, pero 7 años después se establecen en Chile, a modo de agradecimiento el gobernador Rodrigo de Quiroga y su esposa Inés Suárez donan a la congregación La Ermita del Socorro, ubicada en el lado sur de la Avenida Libertador General Bernardo O'Higgins, donde actualmente se encuentra la Iglesia de San Francisco.
En 1931 Enrique Santos Discepolo y Alfredo le Pera luego de una visita a Chile escriben el tango CARILLON DE LA MERCED ya que había quedado enamorado de la dicha iglesia.
Los mercedarios junto a Pedro de Valdivia avanzan hacia el sur para conquistar la Araucanía y a su vez la orden Franciscana llega a Santiago tomando posesión del terreno que le pertenecía a los Mercedarios. Después de un año y medio de permanencia en el sur de Chile, los mercedarios vuelven a la capital a reclamar sus terrenos pero la Real Audiencia de Lima en 1556 determina que el terreno queda en poder de los Franciscanos.
Juan Fernández de Alderete, miembro de la expedición fundadora, dona a los mercedarios un predio entre las calles Miraflores, Huérfanos y Merced, donde finalmente se construye el templo, Ermita de Santa Lucía.
Una primera edificación construida en 1566, de adobe con arcos de ladrillo y cal, con techo de ciprés, se derrumbó producto del terremoto de Santiago de 1647. En 1683 se reconstruyó el templo nuevamente en ladrillo, con una planta basilical, con dieciocho bóvedas, pero la construcción cedió nuevamente ante un movimiento telúrico, esta vez fue el terremoto de Valparaíso de 1730 que puso fin al templo.
Para llevar a cabo la construcción del tercer templo en 1736 se optó por reutilizar los muros que no cayeron durante el terremoto y se mantuvo la planta basilical, compuesta por tres naves, separadas por grandes arcos, sostenidos por columnas. La construcción fue terminada en el año 1760 y durante los años 1795 y 1799 Joaquín Toesca, arquitecto italiano, realizó una serie de cambios internos, los que concluiría con el templo como lo conocemos en la actualidad.
Actualmente, en uno de los altares de la Basílica se conserva en una custodia de reliquias, dos astillas (trozos de madera) que se presumen son de la Vera Cruz (verdadera Cruz de Cristo).
Debido a que era una de las Iglesias más importantes de la época, las familias adineradas optaban por ser enterradas en ella. Aún permanecen las tumbas de Rodrigo de Quiroga y su esposa Inés de Suárez, Mateo de Toro Zambrano y el Conde de Quinta Alegre, entre otros.
Sobre el Altar Mayor, en un hermoso retablo de madera y bronce, se encuentra una imagen policromada de Nuestra Señora de la Merced, donada por el Emperador Carlos V. En la nave central, en vitrinas, se conservan otras dos imágenes de la Virgen de la Merced: una de ellas de pie y vestida, al comienzo de la nave a mano izquierda, y la otra, una talla de madera, aparece sentada y con un breviario en la mano, a la que se ha llamado "Virgen de la Merced del Coro". A los costados del altar mismo, en el presbiterio, se conservan los símbolos de la dignidad basilical: el tintinábulo y el conopeo. Es la única basílica en Chile que presenta estos símbolos. A la izquierda del altar mayor, se encuentra el Altar del Santísimo Sacramento, en mármol de Carrara, presidido por una imagen del Sagrado Corazón de Jesús y escoltado por dos grandes ángeles adoradores. Es iluminado por dos lámparas perpetuas alimentadas de cera, a la antigua usanza.
En las naves, los altares laterales de la nave izquierda muestran las imágenes de una serie de santos mercedarios: San Pedro Nolasco, San Pedro Armengol, San Ramón Nonato, San Serapio, etc. En algunos casos, sobre la superficie de madera de las paredes se han pintado algunas decoraciones al estilo trompe-l'oeil, que asemejan doseles de altar. En la nave derecha se observan imágenes de la Sagrada Familia, Santa Teresa de Los Andes, Nuestra Señora de Lourdes (con un esmerado decorado de estuco que asemeja una gruta), entre las lápidas funerarias. Sobre el cielo de la basílica se observan grandes lámparas que poseen cada una sombrilla o umbela. A lo largo de la cornisa de la nave central, se observa una serie de medallones que recuerdan a los santos y personajes destacados de la orden mercedaria. En la restauración se agregaron dos más, uno correspondiente al Cardenal José María Caro Rodríguez (que no fue mercedario pero vivió junto al convento) y al Cardenal Carlos Oviedo Cavada, arzobispo de Santiago que perteneció a la orden mercedaria.
En 1982 Mario Pérez de Arce y Asociados realizan un proceso de restauración externa, en donde se cambiaron las tejas, modifican las torres y pintan la Iglesia.

## Características del lugar
Está compuesta por la Basílica principal, la cual en su fachada de ladrillo presenta los colores del escudo mercedario, a su derecha está adosado el claustro, que actualmente funciona como museo de la Basílica.

## Arquitectura
En sus inicios el convento constaba de una Iglesia y cuatro claustro, de los cuales en la actualidad solo se conserva uno y funciona como museo.
El templo que se conoce en la actualidad está constituido por una planta basilical, con tres naves, en donde la nave central consta de un cielo abovedado sin entradas de luz natural y las naves laterales poseen cielo plano.
Las torres fueron construidas en 1859 la primera y 1885 la segunda, hechas de ladrillo y la parte superior de madera.
La fachada tiene los colores del escudo mercedario, tiene características neoclásica, como los pilares y el frontón en la puerta principal.
El templo en su interior está conformado en una planta basilical de 3 naves, una central con la bóveda de cañón decorada con cuadrados con molduras en los cuales existen ornamentación. Los colores en los cuales están desarrolladas las naves son rosa, damasco y verde.
La bóveda posee cuatro luminarias colgantes más algunas pequeñas en las columnas soportantes de esta. Las naves laterales están separadas de la central por columnas, revestidas de mármol, las cuales sostienen arcos de medio punto, las que están decoradas con pinturas. Sus capiteles rematan en decoración al igual que en las luminarias. Los arcos de medio punto divisorio de las naves son grandes y abiertos. En el centro se encuentra el púlpito, decorada con figuras humanas.
Las naves laterales, a diferencia de la central, no son abovedadas sino adinteladas, decoradas con molduras y ornamentos. En la división de la nave central con la nave izquierda se encuentra una reproducción de la virgen de la Merced, ubicada de una urna decorada.
Por el deambulatorio de las naves laterales podemos encontrar una serie de nichos que contienen los altares dedicados a personajes bíblicos y santos objetos de devoción en la iglesia, los cuales están decoradas con columnas, pilares, pilastras y rematados por frontones. En cada altar se encuentra una pequeña representación de las estaciones del vía crucis.
El altar mayor está rodeado por una construcción sostenida por columnas y pilastras, lisas. Las laterales estos completamente decorados con los tonos rosa pasteles, damasco y verde.
El órgano de esta basílica, el más grande de Chile con sus 40 registros, fue construido por la Casa Walcker de Alemania el año 1908, cuando aún no se difundían en este país de renovación del instrumento propiciadas por Albert Schweitzer y Emile Rupp y que aquél dio a conocer en su obra Ate comparado de la factura y de la ejecución del órgano en Francia y Alemania (Deutsche und französische Orgelbaukunst und Orgelkunst), Leipzig, 1906. Por eso desafortunadamente, este órgano, grande en Chile en proporción al restante patrimonio organístico del país, pertenece de lleno a la estética romántica. Este instrumento, al cual dio fama el maestro Aníbal Aracena Infanta durante varias décadas, ha tenido diversas reparaciones, más o menos desafortunadas; pero no ha sido objeto de una verdadera renovación general.
Partes Planta
1. Escalinata
2. Propileos
3. Nave central
4. Naves laterales
5. Altar
6. Presbiterio
7. Sacristía
8. Altar de reserva
Partes Fachada Basílica
1. Puerta principal
2. Columnas de orden corintio
3. Rosetón
4. Friso
5. Frontón
6. Torres

## Fotografías

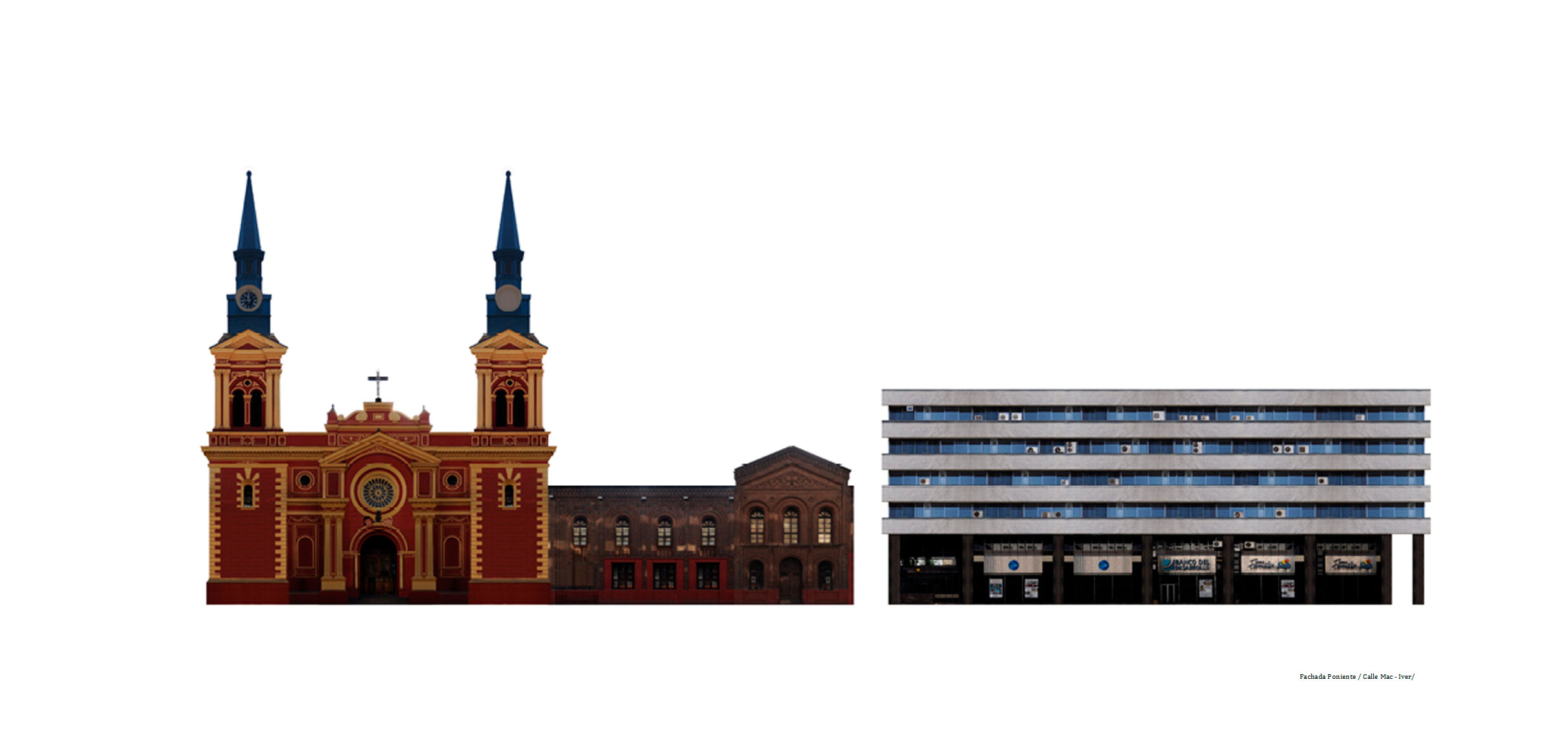
Elevación por calle Mac-Iver
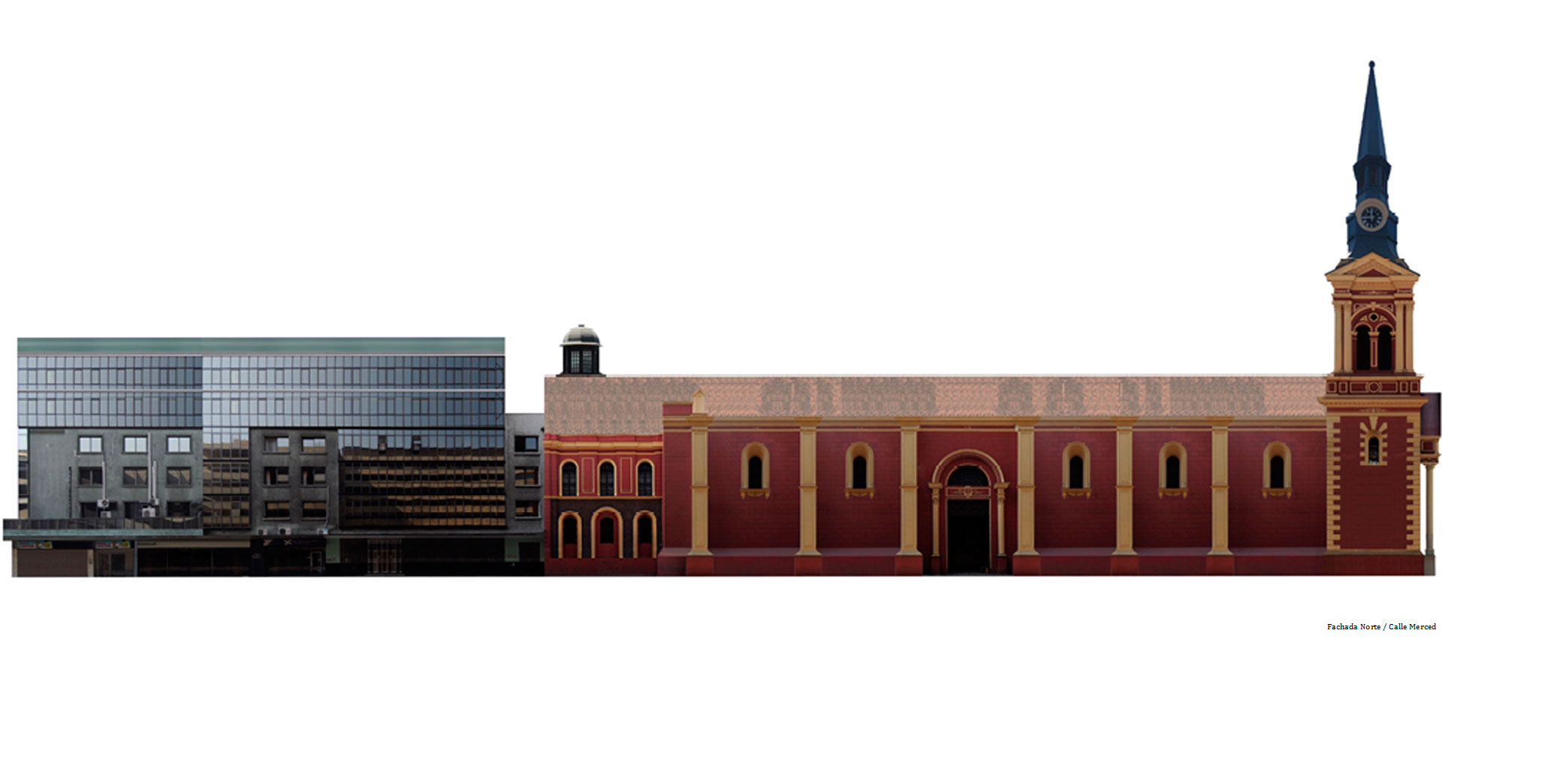
Elevación por calle Merced
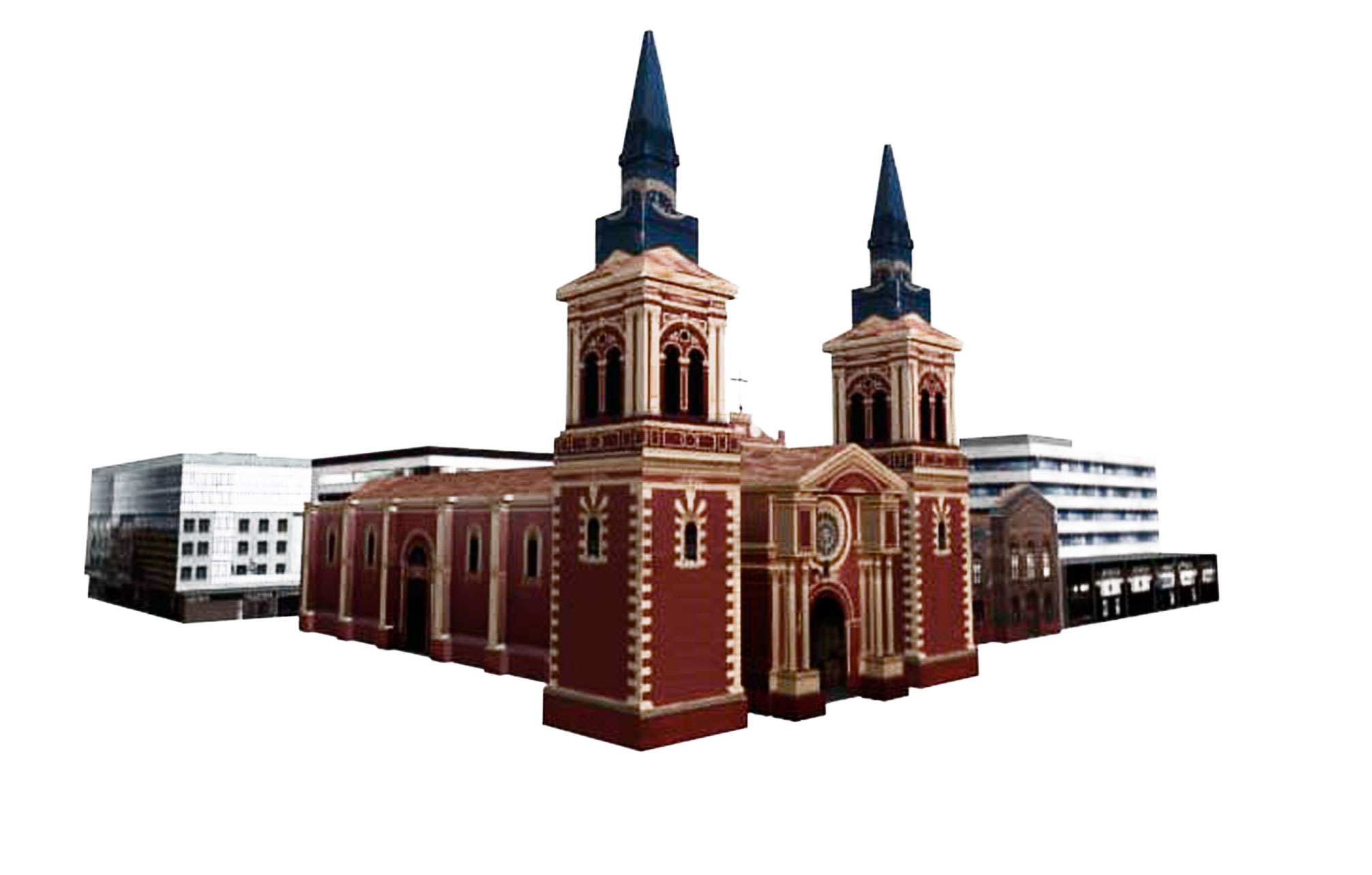
Isométrica